# 茅ヶ崎市立鶴嶺小学校
茅ヶ崎市立鶴嶺小学校（ちがさきしりつ つるみねしょうがっこう）は、神奈川県茅ヶ崎市にある公立小学校。

## 沿革
（沿革節の主要な出典は公式サイト）
- 1909年（明治42年）5月5日 - 尋常懐島小学校・尋常台小学校・高等鶴嶺小学校を統合し、茅ヶ崎町尋常高等鶴嶺小学校を創設。
- 1923年（大正12年）
  - 4月1日 - 茅ヶ崎町立鶴嶺尋常高等小学校と改称。
  - 9月1日 - 12時頃に発生した関東大震災により、校舎の大半が損壊する。
- 1928年（昭和3年）8月31日 - 昭和天皇即位記念として、講堂が完成。奉安殿建立。
- 1937年（昭和12年）4月1日 - 茅ヶ崎町立第二尋常高等小学校と改称。
- 1941年（昭和16年）4月1日 - 国民学校令により、茅ヶ崎町第二国民学校と改称。
- 1947年（昭和22年）
  - 4月1日 - 学校教育法（旧法）施行により、高座郡茅ヶ崎町立第二小学校と改称。
  - 10月1日 - 茅ヶ崎町の市制施行により、茅ヶ崎市立第二小学校と改称。
- 1948年（昭和23年）4月1日 - 補助給食開始。
- 1949年（昭和24年）4月9日 - 茅ヶ崎市立鶴嶺小学校と改称。
- 1953年（昭和28年）3月20日 - 校歌制定。
- 1969年（昭和44年）4月1日 - 柳島小学校開校により、中島・柳島・松尾の各地区を学区から分離。
- 1974年（昭和49年）7月31日 - 鉄筋校舎が完成。
- 1978年（昭和53年）5月4日 - 開校70周年記念式典挙行。
- 1980年（昭和55年）3月 - プール完成。
- 1981年（昭和56年）4月1日 - 今宿小学校開校により、萩園・今宿・新田の各地区を学区から分離。
- 1982年（昭和57年）3月 - 体育館完成。
- 1983年（昭和58年）3月 - 特別教室完成。
- 1984年（昭和59年）12月 - 図書室完成。
- 1985年（昭和60年）9月 - 給食場を改修。
- 1992年（平成4年）
  - 7月 - 木造校舎を取り壊す。
  - 8月 - 運動場を改修。
- 1998年（平成10年）4月1日 - 浜之郷小学校開校により、西久保・円蔵・浜之郷1番～345番の各地区を学区から分離。
- 1999年（平成11年）
  - 3月 - ランチルームが完成。図工室を改修。
  - 5月1日 - 創立90周年記念式を挙行。航空写真撮影を行った。
- 2000年（平成12年）8月 - 体育館床を改修。
- 2001年（平成13年）7月 - 普通教室以外にエアコン設置。
- 2002年（平成14年）
  - 3月 - コンピュータ室完成。
  - 10月 - 北校舎（2棟）のトイレ改修。
- 2003年（平成15年）9月 - 北校舎（2棟・3棟）の耐震工事終了。
- 2004年（平成16年）9月 - 南校舎（1棟）の耐震工事終了。
- 2006年（平成18年）3月 - 北校舎（2棟・3棟）の防火シャッター・教室・廊下（強化ガラス）の改修と生活科用具置き場グリルシャッター2基を設置。
- 2009年（平成21年）5月5日 - 開校100周年記念式典挙行。
- 2012年（平成24年）1月 - 給食場の改修工事完了。
- 2013年（平成25年）2月 - 北校舎（2棟）の大規模改修工事終了。
- 2014年（平成26年）11月 - 南校舎（1棟）の改修工事終了。
- 2017年（平成29年）3月 - 新西校舎（4棟）完成。

## 学区
出典
- 下町屋1丁目（全域）
- 下町屋2丁目（全域）
- 下町屋3丁目（全域）
- 矢畑（梅田小学校通学区域を除く）
- 浜之郷（344番地～1070番地）

## 交通
- 茅ケ崎駅から神奈川中央交通の一般路線バスで、「鶴嶺小学校前」バス停下車。
- 茅ケ崎駅又は北茅ケ崎駅[4]から、茅ヶ崎市コミュニティバスえぼし号鶴嶺循環市立病院線で、「鶴嶺小学校前」バス停下車。